# (92209) Pingtang
(92209) Pingtang est un astéroïde de la ceinture principale.

## Description
(92209) Pingtang est un astéroïde de la ceinture principale. Il fut découvert le 26 décembre 1999 à la station de Xinglong par le programme Beijing Schmidt CCD Asteroid Program. Il présente une orbite caractérisée par un demi-grand axe de 3,06 UA, une excentricité de 0,11 et une inclinaison de 11,0° par rapport à l'écliptique.

## Compléments